# Diplophyllum crista-galli
Diplophyllum crista-galli là một loài rêu trong họ Scapaniaceae. Loài này được (Steven) Otto ex Walp. mô tả khoa học đầu tiên năm 1844.
Danh pháp khoa học của loài này chưa được làm sáng tỏ. 